# Sello Moloto
Sello Moloto, né le 27 août 1964 à Claremont en Afrique du Sud, est un homme politique sud-africain, membre du congrès national africain et du parti communiste sud-africain (SACP) puis du congrès du Peuple (2009-2011) et de nouveau du Congrès national africain (depuis 2011). Sénateur (1994-1996), ministre provincial de la Santé au Limpopo (1999-2004), secrétaire provincial du SACP (1998 à 2000), il est Premier ministre de la province du Limpopo de 2004 à 2009. 
Moloto est né à Claremont, un village situé près de Bakenberg, alors situé dans le nord-Transvaal (actuel Limpopo).
En 2011, Moloto, qui est alors le président régional du congrès du peuple dans le Limpopo démissionne de ses fonctions et réintègre l'ANC avant d'être nommé au poste d'ambassadeur d'Afrique du Sud au Mozambique puis, en 2012, au poste d'ambassadeur Afrique du Sud en Finlande. 
Sa femme, Ramokone Moloto, est morte en juillet 2009.